# Rocotillopeper

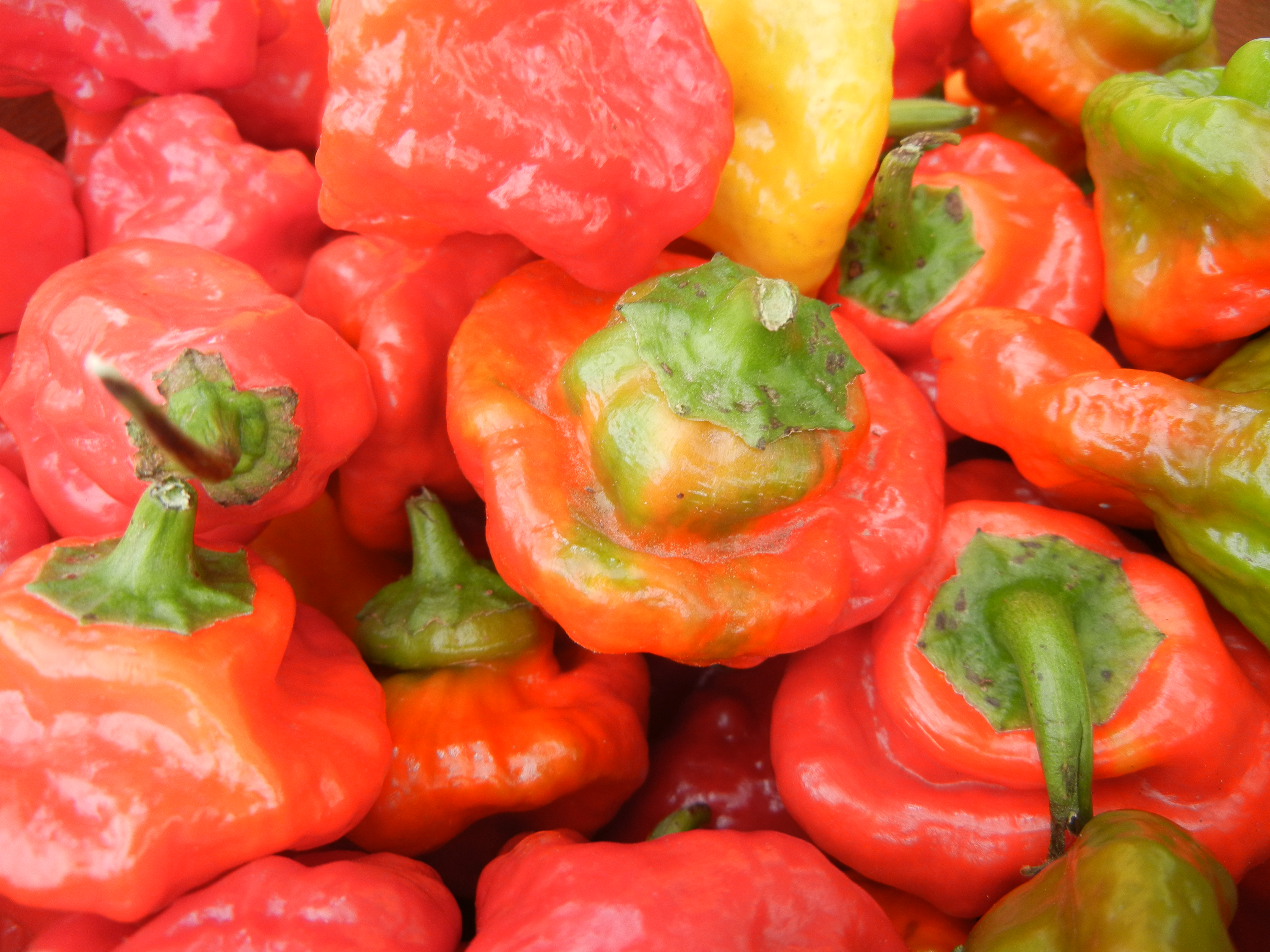
Rocotillopeper van het soort capsicum baccatum

Rocotillopeper is een commerciële naam die op verschillende variëteiten van chilipeper kan duiden. Meestal wordt er een ras van de capsicum baccatum of van de capsicum chinense mee bedoeld.
De naam rocotillo (kleine rocoto) verwijst naar de Capsicum pubescens die in Peru rocoto wordt genoemd. De rocotillopeper heeft meestal tussen 1500 en 2500 eenheden op de Scovilleschaal en is daarmee een milde peper.